# Fries alfabet
Het Westerlauwers Fries wordt geschreven met het Latijnse schrift, maar het Fries heeft maar 24 letters terwijl het klassiek Latijnse alfabet er 26 heeft. 
De Q en de X worden in de hedendaagse spelling van het Fries niet gebruikt.
In Friese woordenboeken komen de I en de Y op dezelfde plaats.
| Hoofdletters   |     |     |     |    |    |     |     |               |     |     |    |
| A              | B   | C   | D   | E  | F  | G   | H   | I / Y         | J   | K   | L  |
| M              | N   | O   | P   | R  | S  | T   | U   | V             | W   | Z   |    |
| Kleine letters |     |     |     |    |    |     |     |               |     |     |    |
| a              | b   | c   | d   | e  | f  | g   | h   | i / y         | j   | k   | l  |
| m              | n   | o   | p   | r  | s  | t   | u   | v             | w   | z   |    |
| Namen          |     |     |     |    |    |     |     |               |     |     |    |
| aa             | bee | see | dee | ee | ef | gee | haa | ii / Fryske y | jee | kaa | el |
| em             | en  | oo  | pee | er | es | tee | uu  | fee           | wee | zet |    |

Het Fries kent ook een paar lettertekens die worden gevormd door op een van de bovenstaande letters een accent circonflexe of een accent aigu te plaatsen.
| Friese diakritische tekens |   |  |   |   |
|                            | é |  |   | ú |
| â                          | ê |  | ô | û |

Verder kent het Fries de volgende diakritische tekens:
- het trema (¨) om aan te geven dat een klinkerteken in een volgende lettergreep staat.
- het accent grave of accent aigu om nadruk of klemtoon aan te geven.